# کوره آجرپزی رستگار مقدم
کوره آجرپزی رستگار مقدم مربوط به دوره پهلوی یکم است و در مشهد، بلوار امت، گوشه شمالی پارک رستگار مقدم واقع شده و این اثر در تاریخ ۱۲ بهمن ۱۳۸۱ با شمارهٔ ثبت ۷۴۷۶ به‌عنوان یکی از آثار ملی ایران به ثبت رسیده‌است.

## ساختار کوره آجرپزی رستگار مقدم
این کوره آجرپزی سنتی که تا دهه های گذشته تولید آجر سنتی داشته است، از گل و خشت ساخته شده است و برای تولید حرارت و گرما برای پخت آجر از چوب، ذغال سنگ و گازوئیل(در سالهای آخر) استفده میکردند.
کوره آجرپزی رستگار مقدم مانند دیگر کوره های قدیمی و سنتی حالت لوله ای مانند دارد و با ارتفاع حدود ۱۰ متر، دود و آلاینده های حاصل از سوختن مواد را خارج میکرده.

### فرایند تولید آجر در کوره آجر پزی رستگار مقدم
در این کوره آجرپزی سنتی آجر طبق فرایند زیر تولید میشد:
- آماده سازی[۱] خاک رسی و ترکیب با آب

- عمل آوری گل حاصل از ترکیب خاک و آب

- قالب زنی آجر

- پخت آجر

- خنک کردن آجر

## آجرهای قزاقی یا سنتی در کوره آجرپزی رستگار مقدم
در کوره آجرپزی سنتی مانند کوره آجرپزی رستگار مقدم، آجرهای قزاقی یا آجرهای سنتی تولید می شده است. آجرقزاقی  [1]یکی از انواع آجرهای پرکاربرد در معماری ایرانی است که از ترکیب خاک رس و آب تولید میشود و یکی از پرمصرف ترین آجرها در دنیای ساخت و ساز در ایران است.
<ref>«پرونده کوره آجرپزی رستگار مقدم در فهرست آثار ملی ایران». وزارت راه و شهرسازی. دریافت‌شده در ۳۰ ژانویهٔ ۲۰۲۲. [1] منبع: آجرقزاقی وبسایت آجرنماپارس []<href/>